# Young, Wild & Free
"Young, Wild & Free" je singl kojeg izvode Snoop Dogg i Wiz Khalifa zajedno s Brunom Marsom. Singl se nalazi na albumu Mac & Devin Go to High School. Pjesma je objavljena kao digitalni download, 11. listopada 2011. godine u Sjedinjenim Američkim Državama. U prvom tjednu singl je prodan u 159.000 primjeraka. Na top ljestvici Billboard Hot 100 pjesma je debitirala na poziciji broj 10, a na top ljestvici Canadian Hot 100 debitirala je na poziciji broj 44. Singl sadrži uzorke pjesme "Blue Lines" grupe Massive Attack s njihovog debitantskog albuma Blue Lines iz 1991. godine.

## Popis pjesama
Digitalni download
| Br. | Skladba                                                | Trajanje |
| --- | ------------------------------------------------------ | -------- |
| 1.  | »Young, Wild & Free« (Explicit) (featuring Bruno Mars) | 3:27     |
| 2.  | »Young, Wild & Free« (Clean) (featuring Bruno Mars)    | 3:27     |

CD singl
| Br. | Skladba                                                | Trajanje |
| --- | ------------------------------------------------------ | -------- |
| 1.  | »Young, Wild & Free« (Explicit) (featuring Bruno Mars) | 3:27     |
| 2.  | »Young, Wild & Free« (Clean) (featuring Bruno Mars)    | 3:27     |

## Datumi objavljivanja
| Država                     | Datum               | Format             | Diskografska kuća                                    | Izvor |
| -------------------------- | ------------------- | ------------------ | ---------------------------------------------------- | ----- |
| Sjedinjene Američke Države | 11. listopada 2011. | Digitalni download | Atlantic Records Rostrum Records Doggy Style Records | [ 3 ] |
| Ujedinjeno Kraljevstvo     | 4. prosinca 2011.   | Digitalni download | Atlantic Records Rostrum Records Doggy Style Records | [ 4 ] |
| Njemačka                   | 3. veljače 2012.    | CD singl           | Atlantic Records Rostrum Records Doggy Style Records | [ 5 ] |
| Austrija                   | 3. veljače 2012.    | CD singl           | Atlantic Records Rostrum Records Doggy Style Records | [ 6 ] |
| Švicarska                  | 3. veljače 2012.    | CD singl           | Atlantic Records Rostrum Records Doggy Style Records | [ 7 ] |

## Vanjske poveznice
- Young, Wild & Free na YouTubeu